# Jezioro Trzechowskie
Der Trzechowskie-See (Czechowskie) befindet sich in Nordpolen ca. 75 Kilometer südsüdwestlich von Danzig. Seine Fläche beträgt 77 ha, seine maximale Tiefe ca. 40 m.
Der See entstand vor ca. 15,800 Jahren nach Rückzug der Gletscher, insbesondere des Fennoskandischen Eisschildes, zum Ende der letzten Eiszeit.

## Klimaarchiv
Im Trzechowskie-See bzw. dem angrenzenden verlandeten Czechowskie-See wurden zahlreiche Kernbohrungen vorgenommen. Aufgrund der gewarvten Sedimente eignen sich beide als gut zu datierendes Klimaarchiv.

### Jüngere Dryas
Die ökologischen Auswirkungen der Jüngeren Dryaszeit, einer ca. 1000 Jahre andauernden Abkühlungsperiode vor ca. 12,700 Jahren, sind in den Sedimenten gut archiviert. Pollen und Biomarker zeigen einen raschen Vegetationswechsel (d. h. innerhalb von ca. 80 Jahren) im Zuge der Abkühlung: a) Rückgang der Wälder, b) Ausbreitung von Gräsern und Wacholder. Die Rückkehr zu wärmeren Bedingungen und Wiederausbreitung der Wälder zu Beginn des Holozäns vor ca. 11,700 Jahren ist ebenfalls gut dokumentiert. Nach Beginn des Holozäns ist nochmals eine kürzere und weniger intensive Kälteperiode, die Präboreale Schwankung, in den Sedimenten nachweisbar.

### Spätmittelalter, Frühe Neuzeit und Moderne
Im Spätmittelalter (ca. 1000 bis 1400 n. Chr.) war die Umgebung des Sees weitgehend bewaldet. Mit Beginn der Neuzeit wurden diese Wälder zunehmend gerodet, um Anbauflächen für z. B. Roggen zu schaffen. Spätestens seit ca. 1860 n. Chr. war diese Umwandlung von einer vormals fast geschlossenen Waldbedeckung hin zu einer Agrarlandschaft abgeschlossen.

### Jüngere Vergangenheit
In den Sedimenten der letzten 250 Jahre finden sich Anzeichen für die Zunahme von Waldbränden vom mittleren 19. Jahrhundert bis zum frühen 20. Jahrhundert. Grund hierfür war die beginnende Bewirtschaftung der übriggebliebenen Wälder und Ansiedlung von schnell-wachsenden und leicht brennbaren Kiefern-Monokulturen, um den mit der Industrialisierung verbundenen steigenden Holzbedarf zu decken. Im mittleren 20. Jahrhundert wurde hier forstwirtschaftlich gegengesteuert, aber seit den 1990er Jahren ist durch zunehmend trockenere Bedingungen, verursacht durch die Erderwärmung, wieder ein Anstieg der Feuer feststellbar.